# Mont de Cordon
Le mont de Cordon est une montagne située sur les communes de Brégnier-Cordon et de Murs-et-Gélignieux, au sud du département de l'Ain, dans le massif du Jura. Il culmine à 401 m d'altitude.

## Géographie
Sur le versant ouest du mont de Cordon se dresse le château de la Barre, qui domine le Rhône et en commandait jadis le passage. Sur son flanc nord, la grotte de la Bonne-Femme a livré d'intéressants restes archéologiques. Les hameaux de Cuchet à l'est et de Cordon au sud sont établis à ses pieds.
Le mont de Cordon représente l'extrémité sud du Bugey. Il est composé de marnes et de calcaires datant du Berriasien-Valanginien.

## Zone naturelle protégée
Le mont de Cordon est classé ZNIEFF de type I, sous le numéro régional 01000002 sur une surface de 87 hectares. C'est un site de nidification du Grand-duc d'Europe.